# Salina Cruz Airport
Salina Cruz Airport är en flygplats i Mexiko.   Den ligger i kommunen Salina Cruz och delstaten Oaxaca, i den sydöstra delen av landet, 600 km sydost om huvudstaden Mexico City. Salina Cruz Airport ligger 19 meter över havet.
Terrängen runt Salina Cruz Airport är huvudsakligen platt, men västerut är den kuperad. Terrängen runt Salina Cruz Airport sluttar österut.  Närmaste större samhälle är Salina Cruz, 3,2 km söder om Salina Cruz Airport. 